# Герб Конаковского района
Герб муниципального образования Конако́вский район Тверской области Российской Федерации.
Герб утверждён Решением № 15 Собрания депутатов Конаковского района Тверской области 19 ноября 1998 года.
Герб внесён в Государственный геральдический регистр Российской Федерации под регистрационным номером 334.

## Описание герба
«Лазоревое с тремя волнистыми серебряными узкими поясами и зелёное с серебряной, положенной косвенно слева еловой ветвью поля разделены двумя золотыми лучами, расходящимися из сердца щита, где они соединены золотым бруском наподобие громовой стрелы, и ударяющими в углы щита».

## Обоснование символики
Золотая молния показывает Конаковскую ГРЭС.
Лазоревое поле с серебряными полосами говорит о расположенности района на берегах реки Волги и Иваньковского водохранилища.
Еловая ветка — символ Конаковского фаянсового завода, основанного в 1809 году.
Зелёное поле говорит о преобладании лесов на территории района.
Герб языком символов отражает природные особенности района и его основные предприятия.

## История герба
Герб района разработан при содействии Союза геральдистов России.
Авторы герба: идея герба — Константин Моченов (Химки); художник — Роберт Маланичев (г. Москва).